# تاريخ بلعمي

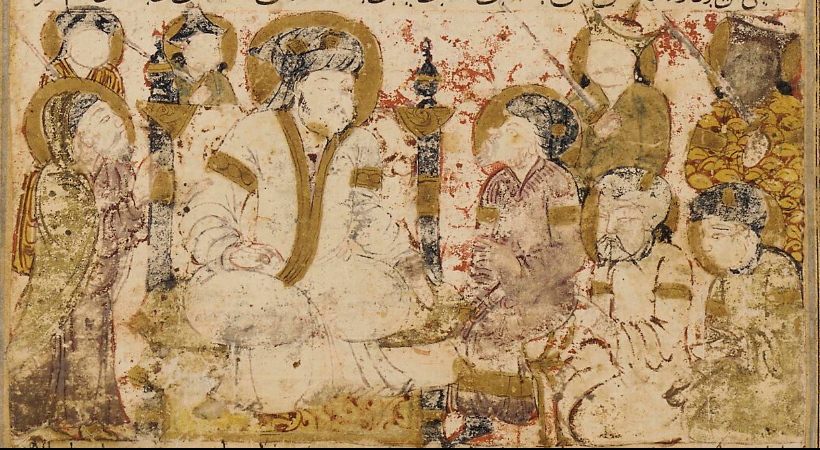
نسخة من كتاب تاريخ نامه لمحمد بلعمي (نسخة من أوائل القرن الرابع عشر)، تصوير أبو العباس السفاح (حكم من 750 إلى 754) وهو يتلقى البيعة في الكوفة

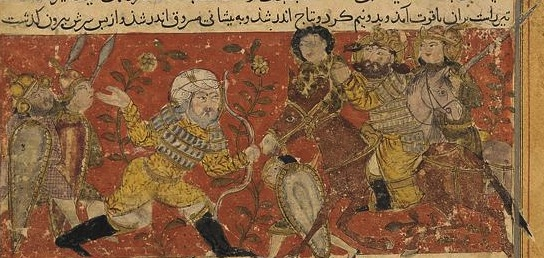
منمنمة فارسية تُظهر سهم وهرز قديم يقتل مسروق وهو الملك الإثيوبي لليمن.

تاريخ بلعمي (بالفارسية: تاریخ بلعمی) أو الكتاب العظيم للتاريخ (بالفارسية: ناما بزرگ) أو تاريخ نامه هو أقدم كتاب نثري معروف موجود باللغة الفارسية كتبه محمد بلعمي، وهو وزير ساماني. النص الذي يعود إلى القرن العاشر هو تاريخ عالمي، يمتد من فترة تبدأ بفجر الخليقة وحتى العصر الإسلامي. بعد ترجمته إلى التركية والعربية، ظل الكتاب متداولًا لمدة ألف عام، وهو من بين أكثر كتب الأدب التاريخي الإسلامي تأثيرًا. في حين يدعي المؤلف أن الكتاب هو ترجمة فارسية تاريخ الطبري، إلا أنه في الواقع عمل مستقل.
ينحرف الأسلوب الأدبي عن أسلوب الأعمال البهلوية والفارسية الوسطى السابقة التي أُلِّفت في الإمبراطورية الساسانية. يُعتبر الكتاب نقطة البداية لتقليد تاريخي فارسي مؤثر يستخدم الكلمات العربية المستعارة، ويستند إلى النماذج العربية (والإسلامية) أكثر من النماذج الساسانية السابقة.[1] بدأ بلعمي ترجمة الكتاب في عام 352 هـ (963 م). تتوفر اليوم مخطوطات مختلفة من هذا الكتاب في مكتبات إيران والهند وتركيا وأوروبا. يبدو أن أقدم مخطوطة باقية تعود إلى القرن السابع الهجري (القرن الثالث عشر الميلادي). تُرجِم الكتاب إلى اللغة الفارسية بأمر من منصور بن نوح، أمير السامانيين. يقدم الكتاب معلومات لا تقدر بثمن عن بلاد فارس الساسانية وتاريخ الأساطير الفارسية المشابهة للأساطير الرومية (الإغريقية اليونانية). يعتبر عمومًا مجرد نسخة مختصرة من عمل الطبري، وقد أظهر أ. سي. إس. بيكوك أن بالامي أعاد تشكيل عمل الطبري بشكل كبير، وأن الاختلافات بين العملين هي بحيث أن تاريخ نامه هو في الأساس عمل جديد.

## طالع أيضًا
- الشاهنامه